# Eugenio Calabi
Eugenio Calabi (Milán, 11 de marzo de 1923-Bryn Mawr, Pensilvania, 25 de septiembre de 2023) fue un matemático estadounidense y profesor emérito en la Universidad de Pensilvania, especializado en la geometría diferencial, ecuaciones parciales diferenciales y sus aplicaciones.

## Biografía
El profesor Calabi fue un participante en la competición matemática William Lowell Putnam cuando era un estudiante del MIT en 1946. En 1950 recibió su doctorado en la Universidad de Princeton, con la tesis titulada «Analítica compleja isométrica de la variedad de Kähler», bajo la supervisión de Salomon Bochner. Más tarde obtuvo una cátedra en la Universidad de Minnesota.
En 1964, Calabi se unió a la facultad de matemáticas en la Universidad de Pensylvania. Después de retirarse el matemático Alemán-Americano Hans Rademacher de Penn, fue designado a Thomas A. Scott Chair de Matemáticas en la Universidad de Pensylvania en 1967. Ganó el premio Steele de la Sociedad Americana de Matemáticas en 1991 por su trabajo en la geometría diferencial. En 1994, el Profesor Calabi asumió el estado emérito.
Su trabajo sobre la variedad de Kähler condujo al desarrollo de la variedad de Calabi-Yau.
En 2012 se convirtió en miembro de la American Mathematical Society. En 2021, fue nombrado Comendador de la Orden del Mérito de la República Italiana.

## Publicaciones
Calabi, Eugenio (2021). Collected Works (en inglés). Editorial Springer, Berlin. ISBN 978-3-662-62133-2. Zbl 1457.32001.